# Royal Arena
Royal Arena je víceúčelová sportovní hala, která se nachází v Kodani v nově vystavěné čtvrti Ørestad. Vnitřní prostor umožňuje konání mnoha druhů sportů včetně vodních a zimních. Kromě toho hala slouží jako kulturní zařízení s možností pořádání koncertů. Tuto halu využívá při koncertních turné mnoho zpěváků a hudebníků.
Projekt byl představen na tiskové konferenci dne 23. září 2011 v hotelu Bella Sky Hotel poblíž. Návrh arény byl představen dne 7. června 2012. Vítězný architektonický tým se skládal ze společností 3XN, HKS, Inc., Arup, ME Engineers a Planit. Aréna má výrazně severský vzhled.[zdroj?]

## Události

### Koncerty
První koncert zde odehrála hudební skupina Metallica. Z dalších známých umělců zde vystupovali Dizzy Mizz Lizzy, D-A-D, The Weeknd, Rod Stewart, Avenged Sevenfold, Drake, Marcus & Martinus, Dave Matthews & Tim Reynolds, John Mayer, Bruno Mars, Nik & Jay, André Rieu, Aerosmith, Céline Dion, Sting, John Legend, Nick Cave & The Bad Seeds, Lady Gaga, Gorillaz, Carpark North, Queen + Adam Lambert, Scorpions (2017), Depeche Mode, Kendrick Lamar, Harry Styles, Sam Smith, Katy Perry, Shania Twain, Marcus and Martinus (2018).

### Sport
- Mistrovství světa v ledním hokeji 2018
- Mistrovství Evropy v plavání v krátkém bazénu 2017
- Mistrovství světa v házené mužů 2019
- BLAST Premier Fall Final 2021, 2022, 2023
- PGL Major Copenhagen 2024